# Rodriguezus iturbei
Espèce
Synonymes
- Eudaniela iturbei (Rathbun, 1919)
- Pseudothelphusa iturbei Rathbun, 1919[1]

Statut de conservation UICN

 LC : Préoccupation mineure
Rodriguezus iturbei est une espèce de crabes d'eau douce de la famille des Pseudothelphusidae et endémique du Venezuela.

## Synonymes
- Eudaniela iturbei, Pseudothelphusa iturbei.

## Distribution
L'espèce est endémique de l'État de Miranda au Venezuela. On la rencontre notamment dans la cordillère de la Costa entre les bassins des rivières Guaire et Tuy.

## Description
L'holotype de Rodriguezus iturbei, un mâle adulte, a une carapace mesurant 40 mm de long pour 64 mm de large. 

## Rodriguezus iturbeiet l'Homme
En 2008, l'Union internationale pour la conservation de la nature classe l'espèce dans la classe Least Concern, « préoccupation mineure ».

## Étymologie
Son nom spécifique, iturbei, lui a été donné en l'honneur du Dr Juan Iturbe, qui a collecté l'holotype dans la Guaire (d), près de Caracas, le 4 août 1918 et qui est venu le présenter au Museum National.

## Publication originale
- (en) Mary J.Rathbun, « Three new South American river-crabs », Proceedings of the Biological Society of Washington, Washington, Biological Society of Washington (d), vol. 32,‎ 1919, p. 5-6 (ISSN 0006-324X et 1943-6327, OCLC 1536434, lire en ligne).